# Тодор Влаић
Тодор Влаић био је српски учитељ старије класне основне школе, половином XIX века у Гургусовцу, писац и аутор бројних дела.

## Биографија
Тодор Влаић је службовао у Доњем Милановцу као аустријски поданик. Имао је тежак живот због великог сиромаштва, имао је 4 ћерке па је често упадао у дугове. Био је надарен за писање, међутим није наилазио на разумевање за такав рад. Године 1846.  обратио се Попечитељству, унутрашњих дела, да га пребаци у неко веће место, међутим Попечитељство га 1850. шаље у Гургусовац где га сустиже казна због вређања судске власти, тако што му је одузето звање.
Године 1855. поново моли попечитељство и поново добија учитељско звање, тј. поверена му је дужност учитеља старије класе. Међутим, наредне године, замењује га учитељ Рајко Стојковић, а Тодор бива премештен у Велико Село, затим поново у Доњи Милановац. Године 1860. је у Зајечару опет дошао у сукоб са председником општине, епископом и школским надзорником, па је 1862. по казни премештен у Ћуприју где службује до 1870., кад га премештају у ћупријско село Бобови где остаје до 1872. После тога, губи му се сваки траг.